# تعيين حدودي
تعيين حدودي أو تعيين الحدود أو ببساطة ترسيم الحدود هو عملية رسم الحدود، وخاصة بالنسبة للدوائر الانتخابية أو الولايات أو المقاطعات أو البلديات. في سياق الانتخابات، يمكن أن يُطلق عليه اسم إعادة التوزيع ويُستخدم لمنع اختلال توازن السكان في جميع أنحاء المقاطعات. في الولايات المتحدة، يُطلق عليه اسم تعديل الدوائر الانتخابية. يُطلق على تعيين الحدود غير المتوازنة أو التمييزية اسم «جيريمانديرية». على الرغم من عدم وجود عمليات مُتّفق عليها دوليًّا تضمن عملية تعيين الحدود بشكل مُنصِف، اقترحت العديد من المنظمات، مثل الأمانة العامة للكومنولث والاتحاد الأوروبي والمؤسسة الدولية للأنظمة الانتخابية، إرشادات توجيهية لعملية تعيين الحدود بشكل فعّال.
في القانون الدولي، يُعتبر تعيين الحدود الوطنية عملية تحديد القيود الخارجية (الحدود) لدولة تُمارس فيها السيادة الإقليمية أو الوظيفية الكاملة. يُستخدم هذا المصطلح أحيانًا عند الإشارة إلى الحدود البحرية، وفي هذه الحالة يُطلق عليه اسم تعيين الحدود البحرية.

## تعيين الحدود الديمقراطية

### الطرق
تُحدّد البلدان دوائرها الانتخابية بطرق مختلفة. تُعيّن هذه الدوائر في بعض الأحيان بناءً على الحدود التقليدية، وأحيانًا أخرى بناءً على الخصائص المادية للمنطقة، وغالبًا ما تُرسم الحدود استنادًا إلى السياقات الاجتماعية والسياسية والثقافية الخاصة بكل منطقة. قد يلزم القيام بذلك في أي شكل من أشكال النظام الانتخابي على الرغم من أنه يتُّم، في المقام الأول، بهدف التعددية أو نظام الأغلبية الانتخابية.
يمكن أن يكون لعمليات تعيين الحدود هذه مجموعة متنوعة من التبريرات القانونية. في كثير من الأحيان، ونظرًا للتأثيرات القوية التي يمكن أن تُحدثها مثل تلك العمليات على الدوائر الانتخابية، يُحدّد الإطار القانوني لتعيين الحدود في دستور البلد. يوصي معهد الديمقراطية والمساعدة الانتخابية (IDEA) بإدراج المعلومات التالية ضمن ذلك الإطار القانوني:
- تكرار عملية تعيين الحدود
- معايير عملية تعيين الحدود
- مستوى المشاركة الشعبية في تلك العملية
- القوانين التشريعية والقضائية والتنفيذية الخاصة بتلك العملية
- السلطة المطلقة لعملية تعيين الحدود النهائية للوحدات الانتخابية

### الديمقراطيات المُعترف بها قانونيّا
تُستخدم عملية تعيين الحدود على نحو نظامي في الولايات المتحدة وبلدان الكومنولث. ويُطلق عليها اسم تعديل الدوائر الانتخابية أو إعادة تقسيم الدوائر الانتخابية بالترتيب. في هذا البلدان، يمكن أن ترسم السلطات الغير حزبية حدودًا جديدة للدوائر الانتخابية، وذلك بناءً على التوزيع السكاني وفقًا للإحصاء الرسمي للسكان.

### المعايير الدولية
وضعت بعض المنظمات الدولية، مثل منظمة الأمن والتعاون في أوروبا والمفوضية الأوروبية للديمقراطية من خلال القانون (لجنة البندقية) والأمانة العامة للكومنولث والمجلس الانتخابي لأفريقيا الجنوبية، معايير تشجّع تحديد الحدود. من بين هذه المعايير الأكثر شيوعًا التي وضعتها المؤسسة العامة للأنظمة الانتخابية كان، الموضوعية والمساواة والنموذجية وعدم التمييز والشفافية.

#### لجنة البندقية
ورد في جزء من التقرير الصادر عن لجنة البندقية: المفوضية الأوروبية للديمقراطية، من خلال قانون الممارسة الجيدة للشؤون الانتخابية، تقارير تعليمية وإرشادات توجيهية مُتبناة في شهر أكتوبر من عام 2002، اقترحت لجنة البندقية الإرشادات التوجيهية التالية:
2.2. قوة انتخابية متساوية: تُوزع المقاعد بشكل متساوِ بين الدوائر الانتخابية.
- i.           لا بُدّ من تطبيق هذا على انتخابات المجلس الأدنى في البرلمان وعلى الانتخابات الإقليمية والمحلية.
- ii.           يتضمن ذلك توزيعًا واضحًا ومتوازنًا للمقاعد بين الدوائر الانتخابية على أساس إحدى معايير التوزيع التالية: السكان وعدد المواطنين المقيمين (إلى جانب القاصرين منهم) وعدد الناخبين المُسجّلين وربما عدد الأشخاص الذين يصوتون بالفعل. يمكن تصوّر مزيج ملائم من المعايير هذه.

- iii.           يمكن النظر إلى معيار الحدود الجغرافية والإدارية أو حتى التاريخية.
- iv.           يجب ألا يتجاوز الخروج المسموح به عن المعيار 10%، ويجب بالتأكيد ألا يتجاوز 15% باستثناء ظروف خاصّة (حماية أقلية مركزة، كيان إداري ذي أقلية سكانية).

- v.           من أجل ضمان قوة انتخابية متساوية، لا بُدّ من مراجعة عملية توزيع المقاعد كل عشر سنوات على الأقل، ومن المفضل أن يتمّ ذلك خارج فترات الانتخابات.

- vi.           بالنسبة للدوائر الانتخابية متعددة الأعضاء، من الأفضل إعادة توزيع المقاعد دون إعادة تحديد حدود الدوائر الانتخابية، والتي يجب أن تتوافق، حيثما أمكن، مع الحدود الإدارية.

- vii.           عند إعادة تحديد حدود الدوائر الانتخابية -والتي يجب أن تكون عبر نظام عضو واحد- يجب فعل ذلك على النحو التالي:

- بإنصاف
- دون الإضرار بالأقليات الوطنية
- مع الأخذ في عين الاعتبار رأي لجنة، يكون غالبية أعضائها مستقلون؛ يُفضّل أن تضّم هذه اللجنة عالم جغرافيا وعالم في الاجتماع وتمثيلًا متوازنًا للأحزاب، وفي حال لزم الأمر، يجب أن تتضمن على ممثلين عن الأقليات الوطنية

#### الأمانة العامة للكومنولث
ضمن بيان الممارسات الانتخابية الجيدة للكومنولث: وثيقة عمل، يونيو 1997، تُحدّد الأمانة العامة الكومنولث الممارسات التالية باعتبارها ممارسات ضرورية في إطار عملية تعيين الحدود بشكل صحيح:
- 20- ترسيم حدود الدوائر الانتخابية وظيفة تؤديها أحياناً لجنة انتخابية أو غير ذلك من قبل لجنة حدود مستقلة، وفي بعض الحالات تُنجَز بعد إحصاء رسمي للسكان.
- 21- تشمل المبادئ العامة التي توجّه رسم حدود الدوائر الانتخابية، مجتمع المصالح والملاءمة والحدود الطبيعية والحدود الإدارية الحالية وتوزّع السكان، بما في ذلك مجموعات الأقليات. لا ينبغي أن يكون هناك مجال لأي «عملية تلاعب»، ويجب منح كل صوت قيمة أو وزن متساويين لأبعد درجة ممكنة، اعترافًا بالمبدأ الديمقراطي المُتمثّل في أن جميع المشاركين في سَنّ التصويت يشاركون على قدم المساواة في الاقتراع.
- 22- من المهم أن يلعب عامة الناس دوراً في العملية بأكملها وأن تُتاح للأحزاب السياسية فرصًة للرّد على المقترحات قبل الانتهاء منها. عندما يكون حجم دائرة معينة غير متناسب بشكل ملحوظ مع «الحصّة النسبيّة» المستهدفة للناخبين لكل مقعد، يجب أن تكون الأسباب سهلة الفهم من قِبل كل من الأحزاب وعامة الشعب.

#### المؤسسة الدولية للأنظمة الانتخابية (IFES)
في دراستها التي ترعاها المؤسسة الدولية للأنظمة الانتخابية، توصي الأستاذة ليزا هاندلي بالاعتبارات التالية:
1. الكثافة السكانية
2. سهولة النقل والاتصالات
3. الخصائص الجغرافية
4. الأنماط الحالية للمستوطنات البشرية
5. الجدوى الاقتصادية والسعة الإدارية للمنطقة الانتخابية
6. التبعات الاقتصادية والإدارية المترتبة على تعيين الحدود
7. الحدود الحالية
8. مجتمع المصالح

كما تقترح أن العملية ينبغي عليها:
- أن تُدار من قبل هيئة مستقلة ومحايدة تُمثّل المجتمع، وتتألف من أشخاص يتمتعون بالمهارات المناسبة؛
- أن تتم على أساس معايير محددة بوضوح مثل عدد السكان والتوزيع ومجتمع المصالح ووالملائمة والخصائص الجغرافية والحدود الطبيعية أو الإدارية الأخرى؛
- أن تُتاح للشعب عبر عملية تشاور؛
- أن تخلو من التلاعب بالحدود الانتخابية لصالح الجماعات السياسية أو المصالح السياسية؛
- أن تُجرى بواسطة هيئة واحدة؛
- أن تشمل جميع مجالات الحكم، الوطنية منها والمحلية.

## تعيين الحدود الوطنية
تدعى عملية المفاوضات المتعلقة بتعديل حدود دولة ما بتعيين الحدود الوطنية. وغالبًا ما تأتي هذه الحالة كجزء من المفاوضات السّاعية لإنهاء الصراع على الموارد أو الولاءات الشائعة أو المصالح السياسية.

### تعيين الحدود البحرية
يُعتبر مصطلح تعيين الحدود البحرية جزءًا من تعيين الحدود الوطنية والذي يمكن تطبيقه لحلّ النزاعات بين الأمم على المزاعم البحرية. مثال: تعيين الحدود البحرية في خليج تونكين. في السياسة الدولية، تقع مسؤولية تجميع كل الادعاءات والمطالبات بالمياه الإقليمية على عاتق شعبة شؤون المحيط وقانون البحار، ومكتب الشؤون القانونية، والأمانة العامة للأمم المتحدة.